# Herzogtum Ventadour
Die Vizegrafschaft Ventadour  (und spätere Grafschaft Ventadour) im heutigen Département Corrèze, eine der vier großen Herrschaften des Limousin, ist nach der Burg Ventadour in der Gemeinde Moustier-Ventadour benannt.
Die Vizegrafschaft Ventadour war im 10. Jahrhundert mit der Vizegrafschaft Comborn verbunden. Nach dem Tod Archambauds II. (vor 1038) wurde sie abgetrennt, als sie an den ältesten Sohn, Ebles, ging, dessen Nachkommen sie in direkter Linie hielten.
Ende des 14. Jahrhunderts befand sich die Burg eine Zeit lang im Besitz des Raubritters Geoffroy Tête Noir, dessen Neffen ihn dort belagerten.
Mehrere Herren von Ventadour spielten in der französischen Poesie als Troubadoure eine Rolle; darunter befindet sich nicht Bernard de Ventadour († 1190/1200), der der Sohn eines örtlichen Bauern ist. Ebles II. de Ventadour ist einer der ersten höfischen Dichter des Limousin, Marie oder Marguerite, seine Schwiegertochter, Ehefrau von Ebles III. († 1170), war die Muse von Bernard de Ventadour. Marie, die Ehefrau von Ebles V. († 1221), war Gastgeberin der letzten Troubadour-Generation (Gaucelm Faidit, Guy d’Ussel) und selbst auch Verfasserin einiger Gedichte.
Vizegraf Bernard wurde 1358 Herr von Montpensier, das am 2. April 1350 zur Grafschaft erhoben worden war. Dadurch führte er ab 1363 den Titel eines Grafen von Ventadour. Montpensier selbst verkauften seine Söhne Robert und Bernard 1381 für 40.000 Livres an den Herzog Johann von Berry.
Roberts jüngerer Sohn Charles, † 1486, war Connétable von Frankreich.

## Vizegrafen von Ventadour

Das Wappen der Vizegrafen von Ventadour

- Ebles I. de Comborn, um 1080 Vizegraf von Ventadour, Sohn von Archambaud II., Vizegraf von Comborn
- Archambaud, 1095/1113–22 bezeugt, Vizegraf von Ventadour, dessen Sohn
- Ebles II., le Chanteur, um 1059–1060/1109 bezeugt, Vizegraf von Ventadour, dessen Bruder
- Ebles III., † 1170, 1121 Vizegraf von Ventadour, dessen Sohn, heiratete Marguerite de Turenne
- Ebles IV., genannt Archambaud, 1184/1214 Vizegraf von Ventadour, dessen Sohn
- Ebles V., 1214/36 bezeugt, Vizegraf von Ventadour, dessen Sohn, heiratete Marie de Limoges
- Raymond, 1221/26 Vizegraf von Ventadour, dessen Sohn
- Ebles VI., † vor 1265, Vizegraf von Ventadour, dessen Bruder,
- Ebles VII. genannt Hélie, † vor 1297, Vizegraf von Ventadour, dessen Sohn; ⚭ Marguerite de Beaujeu, Tochter von Henri (Haus Beaujeu)
- Ebles VIII., genannt Hélie, † vor 1321, Vizegraf von Ventadour, dessen Sohn
- Ebles IX., † vor 1329, Vizegraf von Ventadour
- Bernard, † nach 1390, 1329 Vizegraf und 1363 Graf von Ventadour, dessen Bruder

## Grafen von Ventadour
- Bernard, † nach 1390, 1329 Vizegraf und 1363 Graf von Ventadour
- Robert, † vor 1407, Graf von Ventadour, dessen Sohn, verkauft Montpensier 1381 an Herzog Johann von Berry
- Jacques, X 1424, Graf von Ventadour, dessen Sohn
- Charles, † 1486, Graf von Ventadour, dessen Bruder, vermutlich Connétable von Frankreich
- Louis, † 1500, Graf von Ventadour, dessen Sohn
  - Blanche, † 1492, Dame de Charlus, dessen Tochter
- Louis de Lévis, † 1521, Comte de Ventadour, deren Ehemann (Haus Lévis)
- Gilbert I. de Lévis, † 1529, deren Sohn, 1499 Comte de Ventadour
- Gilbert II. de Lévis, 1504–1557, dessen Sohn, Comte de Ventadour
- Gilbert III. de Lévis, † 1591, dessen Sohn, Comte de Ventadour, 1578 Duc de Ventadour

## Herzöge von Ventadour
- Gilbert III. de Lévis, † 1591, Comte de Ventadour, 1578 Duc de Ventadour, 1589 Pair de France
- Anne de Lévis, † 1622 oder 1624, dessen Sohn, 1591 2. Duc de Ventadour, 1594 Pair de France
- Henri de Lévis, 1595/96–1680, dessen Sohn, 1622/24 bis 1631 3. Duc de Ventadour, Pair de France
- Charles de Lévis, 8. Mai 1600–1649, dessen Bruder, 1631 4. Duc de Ventadour, Pair de France
- Louis-Charles de Lévis, † 1717, dessen Sohn, 1649 5. Duc de Ventadour, Pair de France
  - Anne Geneviève de Lévis, 1673–1727, dessen Tochter, Dame de la Voulte, de Tournon, d'Annonay etc.
  - ⚭ I Louis Charles de la Tour de Bouillon, genannt Prince de Turenne, X 1692
  - ⚭ II Hercule-Mériadec de Rohan, Duc de Rohan-Rohan, Pair de France, 2. Prince de Soubise, † 1749
  - Jules François Louis de Rohan, deren Sohn aus 2. Ehe, 3. Prince de Soubise, † 1724
- Charles de Rohan, prince de Soubise (1715–1787), dessen Sohn, 1717 6. Duc de Ventadour, 1724 9. Prince d'Épinoy, 1749 2. Duc de Rohan-Rohan, 4. Prince de Soubise